# Vallabhbhai J. Patel
Vallabhbhai J. Patel oder kurz Vallabh Patel (* 6. Februar 1934 in Indien; † 26. September 2017 in Neuburg) war ein deutscher Chirurg, Urologe und Kommunalpolitiker. Neben seiner ärztlichen Tätigkeit in Deutschland operierte er ehrenamtlich mittellose Patienten in Indien und befasste sich mit philosophischen Themen. Er war mit der Seidenmalkünstlerin Ute Patel-Mißfeldt verheiratet.

## Leben
Patel wurde als dritter Sohn einer in den indischen Unabhängigkeitskampf verwickelten Familie geboren und erhielt den Namen eines der bedeutendsten Mitstreiters Mahatma Gandhis, des mit der Familie befreundeten Vallabhbhai Patel.
Nach früher Einschulung erreichte er mit 14 Jahren die Hochschulreife. In Indien machte er zunächst sein Diplom in Zoologie und konnte nach einer Lehrtätigkeit an der Universität Baroda ab 1954 in Bonn Medizinstudium aufnehmen, das er 1960 mit der Promotion abschloss. 1961 erwarb er das Diplom in Tropenmedizin und Parasitologie und begann eine Facharzt-Ausbildung in Chirurgie, die er 1966 in Edinburgh abschloss, sowie in Urologie, die er 1968 in Aachen beendete. Nach Tätigkeiten in verschiedenen Krankenhäusern unter anderem in Österreich, England und Schottland war er von 1968 bis 1999 als Oberarzt und stellvertretender Chefarzt der Urologischen Abteilung am Klinikum Ingolstadt tätig. Seine Urlaube verbrachte er in Indien, wo er seinen Beruf unentgeltlich fortführte. 1996 wurde er deswegen mit der „Silberdistel“ der Augsburger Allgemeinen Zeitung ausgezeichnet.
Ab 1996 war er 18 Jahre Mitglied im Neuburger Stadtrat, ab 2002 als Kreisrat. Vallabh Patel setzte sich gegen Intoleranz und Rassismus ein. Er wünschte sich eine Ethik, die weltweit Frieden garantieren könnte. Mit seiner Ehefrau Ute Patel-Mißfeldt baute er die Hutschau auf und nahm stets am Neuburger Schlossfest teil.
Das Ehepaar Patel hat vier Kinder und lebte auf Schloss Grünau nahe Neuburg.
Vallabh Patel starb 2017 im Alter von 83 Jahren im Neuburger Krankenhaus.

## Rezeption
Einen Großteil seines Lebens widmete Vallabhbhai J. Patel der Notwendigkeit einer neuen Ethik. Über 45 Jahre kümmerte er sich gemeinsam mit seiner Ehefrau darum, dass von ihnen initiierte Schulen, Kindergärten und Frauenprojekte in den indischen Slums ihren Platz fanden; sie setzten sich für eine Perspektive benachteiligter Menschen ein. Die von ihnen ins Leben gerufenen und geförderten Projekte im indischen Bhavnagar wurden von der UNESCO ausgezeichnet.

## Publikationen
- Vallabhbhai J. Patel: Klares Denken – Lügen inbegriffen. Angelika Lenz Verlag, 2020, ISBN 978-3-943624-42-7.
- Vallabhbhai J. Patel, Jürgen Fliege: Das Glück liegt diesseits des Todes. (= Lebendige Philosophie. 1). ein-FACH-Verlag, Aachen 1998, ISBN 3-928089-20-X.
- Franz Schilke, Vallabhbhai J. Patel u. a.: Medizin + Kunst. reichillustrierter Prachtband der Kunst in der Medizin Ärzte als Künstler. Hrsg.: Franz Schilke,. MK Verlag Medizin + Kunst AG, München 1994, S. 159.